# 1,2-ジアゼピン
1,2-ジアゼピン（英語: 1,2-diazepine）は、窒素原子を2個含む七員環複素環式化合物の一つ。二重結合が3つある。